# 9658 Imabari
9658 Imabari è un asteroide della fascia principale. Scoperto nel 1996, presenta un'orbita caratterizzata da un semiasse maggiore pari a 2,4062797 UA e da un'eccentricità di 0,1872379, inclinata di 3,85768° rispetto all'eclittica.